# Dobra (Polònia)
Dobra (coneguda com a Doberbühl entre el 1943 i el 1945 durant l'ocupació nazi de Polònia) és una ciutat de Polònia, que pertany al voivodat de Gran Polònia. El 2016 tenia 1.414 habitants.
és una ciutat del Comtat de Turek, Voivodat de la Gran Polònia, al centre de Polònia, amb 1.333 habitants al desembre de 2021. Es troba a la Sieradz Terra.

## Història
Dobra era una ciutat privada, situada administrativament al comtat de Sieradz al voivodat de Sieradz a la província de la Gran Polònia del Regne de Polònia.